# Архиппов, Евгений Яковлевич
Евгений Яковлевич Архиппов (22 декабря 1882  [3 января 1883], Москва — 15 августа 1950, Дзауджикау) — русский поэт, литературовед, библиограф.

## Биография
Сын почтового чиновника. Учился в гимназиях Москвы, Феодосии, Владикавказа, с 7-го класса ― во 2-й тифлисской гимназии (вместе с П. А. Флоренским и В. Ф. Эрном) , которую окончил в 1900 году. Окончил историко-филологический факультет Императорского Московского университета (1906). В 1902 году был заключён в Бутырскую пересыльную тюрьму за участие в сходке (в университете), в 1905 году участвовал в восстании на Пресне. Статист в Московском Художественном театре (1903―1904). С 1906 года до конца жизни на педагогической работе. В 1920 году работал вместе с В. Э. Мейерхольдом в подотделе искусства Отдела народного образования Новоросийского ревкома. В 1931―1950 гг. преподаватель истории и литературы в средних школах Владикавказа.
Литературный дебют Архиппова ― статья «А. Н. Майков» (1907). В 1907―1914 печатал критические и публицистические статьи в «Нижегородской земской газете», во владикавказской газете «Терек» (в редакции которой общался с С. М. Кировым), в журнале «Казбек», «Народное просвещение». Духовное самоопределение Архиппова проходило под воздействием творчества И. Ф. Анненского, которого признаёт «любимым Учителем». В 1910-е гг. Архиппов сблизился с группой литераторов символистской. ориентации, объединившихся вокруг московского журнала «Жатва», издаёт свою «Библиографию Иннокентия Анненского» (1914; отдельное издание ― 1914). В книге Архиппова «Миртовый венец» (1915), посвящённой «суровой тени Тютчева», вошли статьи о лирике А. К. Толстого, А. Н. Апухтина, Е. А. Баратынского, К. Д. Бальмонта, А. А. Фета, Анненского. С; статьи Архиппова (в том числе о К. Павловой «Безвестная Лаодамия», 1915) характеризует стремление выявить духовно-психологический камертон творчества избранных поэтов, предпочтение эмоционально-лирических оценок собственно литературному анализу.
Произведения Архиппова 1920―193O-x гг. не печатались, но были известны в узком литературном кругу: многочисленные стихотворения (несколько сборников), критические этюды, библиографические разыскания о современных поэтах, среди них ― работы о поэзии Анненского, А. Альвинга, А. В. Звенигородского, Черубины де Габриак (Е. И . Васильевой), В. А. Меркурьевой, статьи об В. Ф. Эрне, Вл. С. Соловьёве и др. Ориентация на рукописную традицию и «Любительское», «интимное» творчество была принципиальной литературной установкой Архиппова.